# 高木一也
高木一也（？—？），日本人，察南自治政府、蒙疆联合自治政府官员。

## 生平
1937年9月4日察南自治政府成立，高木一也出任保安厅长。1939年察南自治政府和其他日本的傀儡政权合并成立蒙疆联合自治政府，下设察南政厅。高木一也担任察南政厅警察厅长。

## 著作
- 高木一也、バナナ輸入沿革史、1967
- 高木一也、続・バナナ輸入沿革史、1975
- 高木一也、五原事件青史:蒙古政府肇建・終焉、蒙古警友会、1986